# هربرت وارد ويلسون
هربرت وارد ويلسون (بالإنجليزية: Herbert Ward Wilson)‏ هو عالم طبيعي أسترالي، ولد في 29 سبتمبر 1877، وتوفي في 1 أكتوبر 1955.